# Cleomenes copei
Cleomenes copei är en skalbaggsart som beskrevs av Antonio Vives 2009. Cleomenes copei ingår i släktet Cleomenes och familjen långhorningar.
Artens utbredningsområde är Filippinerna. Inga underarter finns listade i Catalogue of Life.